# نووا وس و ملاده ووژیتسه
نووا وس و ملاده ووژیتسه (به چکی: Nová Ves u Mladé Vožice) یک منطقهٔ مسکونی در جمهوری چک است که در منطقه تابور واقع شده‌است.
 نووا وس و ملاده ووژیتسه ۱۱٫۷۴ کیلومتر مربع مساحت و ۱۷۵ نفر جمعیت دارد و ۴۶۵ متر بالاتر از سطح دریا واقع شده‌است.